# باغبان، کردامیر
باغبان، کردامیر (به ترکی آذربایجانی: Bağban) یک منطقهٔ مسکونی در جمهوری آذربایجان است که در شهرستان کردامیر واقع شده‌است.